# César for bedste film fra EU
César for bedste film fra EU var en pris, der kun blev uddelt i årene 2003 – 2005.

## Uddelinger
| År   | Film                  | Instruktør(er)  |
| ---- | --------------------- | --------------- |
| 2005 | Just a kiss           | Ken Loach       |
| 2005 | La Vie est un miracle | Emir Kusturica  |
| 2004 | Good Bye, Lenin!      | Wolfgang Becker |
| 2003 | Parle avec elle       | Pedro Almodóvar |